# Yvonne Buter
Yvonne Buter (ur. 18 marca 1959 w Schiedam) – holenderska hokeistka na trawie. Brązowa medalistka olimpijska z Seulu.
Była bramkarką. W reprezentacji Holandii w latach 1985-1988 rozegrała 29 spotkań. Zawody w 1988 były jej jedynymi igrzyskami olimpijskimi. W 1986 została mistrzynią świata, w 1987 triumfowała w mistrzostwach Europy.